# Bring me the Head of the Machine Gun Woman
Bring me the Head of the Machine Gun Woman  ist ein chilenischer Exploitationfilm von Ernesto Díaz Espinoza aus dem Jahr 2012.

## Handlung
Der Gamer Santiago ist ein Tagedieb, der bei seiner Mutter wohnt und gelegentlich als DJ in einem Club auflegt, der dem Gangsterboss Che Longana gehört. Als Santiago auf der Toilette des Clubs unfreiwillig Zeuge eines Gesprächs wird, in dem es darum geht, der gefürchteten und in Dessous tötenden Kopfgeldjägerin Machine Gun Woman Herr zu werden, wird Santiago ertappt und soll erschossen werden. In seiner Verzweiflung behauptet er, die Machine Gun Woman problemlos ausfindig machen und Che Longana ausliefern zu können. Amüsiert gibt Longana ihm eine Chance, stellt ihm jedoch ein Ultimatum.
Für Santiago beginnt eine turbulente Odyssee durch einen großstädtischen Verbrecherdschungel und diverse Schießereien, in die er gerät, übersteht er nur mit traumwandlerischem Glück. Schließlich gelingt es ihm tatsächlich, sich mit der Machine Gun Woman zu treffen. Was Santiago nicht weiß ist, dass zwei Killer Longanas ihm gefolgt sind, um beide zu erledigen. Nachdem die Machine Gun Woman die Situation problemlos bereinigt, droht sie auch Santiago zu erschießen, hat jedoch Mitleid und lässt ihn laufen. Santiago, der die Rache Longanas fürchtet, versucht mit seiner Mutter aus der Stadt zu fliehen, wird jedoch von Longana und seiner rechten Hand Flavio in seiner Wohnung gestellt. Longana droht nun, seine Mutter zu erschießen, wenn er die Machine Gun Woman nicht sofort ausfindig macht.
Santiago gelingt es erneut, sich an die Fersen der Machine Gun Woman zu heften und es gelingt ihm gar, sie aus einer brenzligen Situation zu befreien und einen weiteren Killer Longanas zur Strecke zu bringen. Nachdem Santiago der MG-Woman auch noch erfolgreich eine Kugel entfernt, ist das Eis gebrochen und die beiden haben Sex in einem zerschossenen Jeep. Nun wollen sie gemeinsam auf Longana los. Da Santiago jedoch vergessen hat zu erwähnen, dass seine Mutter immer noch Longanas Geisel ist, geht der Angriff in die Hose und die Machine Gun Woman stellt sich, um seine Mutter zu retten. Nun jedoch ist Santiago wild entschlossen, die Sache zu Ende zu bringen, stürmt bis an die Zähne bewaffnet Longanas Club und nietet jeden um, der seinen Weg kreuzt. Schließlich überwinden er und die sich befreiende Machine Gun Woman auch Flavio und Longana.
Nach einem innigen Kuss lässt die Machine Gun Woman den über beide Ohren verliebten Santiago zurück. Dieser will sich damit nicht abfinden und rast ihr in einem gestohlenen Wagen hinterher, bis er von der Polizei angehalten wird. Das Spiel ist aus.

## Hintergrund und Rezeption
Bring me the Head of the Machine Gun Woman wurde geschrieben und gedreht von Ernesto Díaz Espinoza, einem trotz seines vergleichsweise jungen Alters bereits profilierten Regisseur des südamerikanischen Actionkinos (siehe etwa Mirageman Kicks Ass). Der Film feierte am 23. September 2012 während des Austin Fantastic Fest in den USA seine Premiere und war in der Folge noch auf diversen anderen internationalen Filmfestivals zu sehen, bis er am 23. Mai 2013 in chilenischen Kinos anlief. In den USA und Großbritannien war er Film ebenfalls in ausgewählten Kinos zu sehen, in Deutschland und Frankreich erschien er jeweils synchronisiert auf DVD.
Der mit vergleichsweise geringem Budget gedrehte Actionfilm erinnert an die Grindhouse-Filme von Robert Rodriguez und Quentin Tarantino. Stilistisch und musikalisch finden sich Anleihen an die Hochphase der Exploitationfilme in den 1970ern und 1980ern. Spezielle Kameraperspektiven und Einblendungen wie Mission erfüllt lassen den Streifen zudem wie eine Verfilmung des Actionspiel-Klassikers Grand Theft Auto wirken. Der Film wurde überwiegend als trashig, aber amüsant und sehenswert rezensiert. Der Regisseur habe ein Händchen für das von ihm gewählte Sujet.